# Región de Kansai
La región de Kansai (関西地方 Kansai-chihō?) o región de Kinki (近畿地方 Kinki-chihō?) se encuentra en el medio de la isla principal de Japón, Honshu.
El "ki" (畿) del término Kinki en japonés significa ciudad o metrópolis. Se remonta al período Edo en el que la capital de Japón estaba localizada en esta región.
Población: 22.757.897 habitantes.

## División administrativa

### Prefecturas
La región de Kansai comprende las prefecturas de Japón de:
- Nara
- Wakayama
- Mie
- Kioto
- Osaka
- Hyōgo
- Shiga

### Ciudades importantes
- Kioto
- Osaka
- Kōbe